# 1919年至1920年英格蘭足總盃
1919/20球季英格蘭足總盃（英語：FA Cup），是第45屆英格蘭足總盃，今屆賽事的冠軍是阿士東維拉，他們在決賽以1:0擊敗哈特斯菲爾德，奪得冠軍。本屆賽事移師史坦福橋球場舉行。
本屆賽事是一戰完結後復辦的首屆賽事，維拉擊敗了次級聯賽的哈隊而奪冠。

## 外部連結
1. 英格蘭足總盃官網Archive-It的存檔，存档日期2012-04-24
2. 英格蘭足總盃 歷屆冠軍（页面存档备份，存于）